# Mikhail Larionovitch Mikhailov
Mikhail Larionovitch Mikhailov (rus: Михаил Ларионович Михайлов) (16 de gener de 1829 - 15 d'agost de 1865) va ser un escriptor rus.

## Biografia
Va estudiar a Sant Petersburg i es va dedicar a activitats literàries com a traductor, periodista i escriptor de ficció. Les seves simpaties polítiques van provocar el seu exili a Sibèria.

## Escriptura
Va ser un col·laborador de Sovremennik ("El Contemporani") i un defensor de les reformes de l'era de l'autoemancipació. Les seves traduccions i escrits recopilats es van publicar (3 vols., 1858–59).

## Pensament
Mikhailov va defensar la igualtat de les dones en drets civils, l'educació i el treball. Va proposar eliminar les seves limitacions per igualar-les als homes. Considerava que les dones eren iguals als homes intel·lectualment, emocionalment i moralment i atribuïa qualsevol inferioritat aparent a una manca d'educació. Va emfatitzar l'educació com a mitjà per a l'emancipació de les dones, en el sentit que la llibertat de desenvolupar el seu potencial reduiria la seva dependència i les permetria ser millor mares i esposes. Mikhailov, com el pedagog coetani Nikolai Pirogov, que seguien el programa feminista liberal d'influència de Harriet Taylor i John Stuart Mill, que acceptava la família tradicional i advocava només per a la igualtat d'oportunitats de les dones de classe alta.